# André (cantante)
André (in armeno Անդրե?), pseudonimo di Andreï Hovnanyan (in armeno Անդրե Հովնանյան?; Step'anakert, 1979), è un cantante pop armeno.
È plurivincitore dell'Armenian Music Awards, avendo vinto le edizioni del 2004, 2005, 2006, 2007 e 2008.
Nel 2006 ha rappresentato l'Armenia all'Eurovision Song Contest con la canzone Without Your Love.

## Discografia
- Es em (It's Me) (2003)
- Miayn Ser (Only Love) (2005)
- 1000x (i.e. 1000 times) (2006)
- Yerjankutian Gaghtnik (2008)